# Dekomodyfikacja
Dekomodyfikacja (odtowarowienie) – wskaźnik doprowadzania jednostki do uniezależnienia się od wolnego rynku.
Wskaźnik ukazuje, na ile dostęp do wybranych świadczeń socjalnych w państwie jest bezwarunkowy, a na ile zależny jest od uprzednio opłacanych składek, świadczenia pracy lub sytuacji materialnej świadczeniobiorcy.
Przeciwieństwem dekomodyfikacji jest komodyfikacja, czyli utowarowienie tzn. traktowanie człowieka jak towaru, który jest wart tyle, ile zdoła wytworzyć.